# فوزي عدنان
فوزي عدنان (بالإندونيسية: Fauzi Adnan)‏ هو لاعب كرة الريشة إندونيسي، ولد في 3 يونيو 1987 في منطقة وصاية كلاتن في إندونيسيا.

## وصلات خارجية
- فوزي عدنان على موقع BWF.tournamentsoftware.com (الإنجليزية)
- فوزي عدنان على موقع BWFbadminton.com (الإنجليزية)